# Dennis (Massachusetts)
Dennis ist eine Town im Barnstable County im US-Bundesstaat Massachusetts. Im Jahr 2020 lebten dort 14.674 Einwohner in 1.799 Haushalten, in den Vereinigten Staaten werden auch Ferienwohnungen als Haushalte gezählt, auf einer Fläche von 57,7 km².

## Geografie
Nach dem United States Census Bureau hat Dennis eine Gesamtfläche von 57,7 km², von denen 53,1 km² Land und 4,5 km² Wasser sind.

### Geografische Lage
Dennis liegt auf Cape Cod, der weit in den Atlantik hineinragenden, fast tausend Quadratkilometer großen, Halbinsel im äußersten Osten des Bundesstaats Massachusetts. Im Norden liegt die Cape-Cod-Bucht und im Süden der Nantucket Sound. Dennis liegt an den östlichen Ufern des Bass River, der den Ort fast in der Hälfte teilt. Im Norden liegt die Bucht Sesuit Harbor, im Süden die West Dennis Harbor. Das Gebiet des Scargo Lakes und des Scargo Hills in Dennis werden mit Indianerkultur verbunden. Die Legende über die Entstehung des Sees war die Idee für ein Kinderbuch und eine Kulturerzählung, die „Legend of Scargo“.

### Nachbargemeinden
Alle Entfernungen sind als Luftlinien zwischen den offiziellen Koordinaten der Orte aus der Volkszählung 2010 angegeben.
- Nordosten: Brewster, 9,2 km
- Südosten: Harwich, 8,1 km
- Westen: Yarmouth, 6,1 km

Dennis liegt ungefähr 16 Kilometer östlich von Barnstable, 38 Kilometer östlich der Sagamore Bridge und 125 Kilometer südöstlich von Boston.

### Stadtgliederung
Es gibt in Dennis fünf Villages: Dennis Port, East Dennis, South Dennis, West Dennis und Dennis Village (auch North Dennis).
Während West Dennis tatsächlich westlich von Dennis Port liegt, ist es südlich von South Dennis. East Dennis liegt nördlich von South Dennis und Dennis liegt an der westlichen Küste von West bis nach East Dennis.

### Klima
Die mittlere Durchschnittstemperatur in Dennis liegt zwischen −0,6 °C (31 °F) im Januar und 20,6 °C (69 °F) im Juli. Damit ist der Ort gegenüber dem langjährigen Mittel der USA um etwa 8 Grad kühler. Die Schneefälle zwischen Oktober und Mai liegen mit bis zu zweieinhalb Metern mehr als doppelt so hoch wie die mittlere Schneehöhe in den USA; die tägliche Sonnenscheindauer liegt am unteren Rand des Wertespektrums der USA.

## Geschichte
Dennis entstand 1639 als Teil des Ortes Yarmouth. Am 19. Juni 1793 wurde Dennis offiziell unabhängig und als eigenständige Town organisiert. Benannt wurde Dennis nach dem dort tätigen Pfarrer Josiah Dennis. Es gab nicht genug Land für Landwirtschaft, weshalb die Seefahrt zur Haupteinnahmequelle des Ortes wurde; die entsprechenden Betriebe siedelten sich im Wesentlichen rund um die Werft Shiverick Shipyard an. Heutzutage ist Dennis mit seinen kolonialen, herrschaftlichen Wohnhäusern und mit seinen pittoresken Stränden entlang des südlichen Nantucket Sounds ein beliebtes Küstenreiseziel entlang der nördlichen Küste der Cape Cod Bay. Das Cape Playhouse im nördlichen Dennis ist das älteste Sommertheater der Vereinigten Staaten; die Schauspielerin Bette Davis arbeitete dort als Platzanweiserin und wurde darüber entdeckt.

### Einwohnerentwicklung
| Volkszählungsergebnisse – Town of Dennis, Massachusetts | Volkszählungsergebnisse – Town of Dennis, Massachusetts | Volkszählungsergebnisse – Town of Dennis, Massachusetts | Volkszählungsergebnisse – Town of Dennis, Massachusetts | Volkszählungsergebnisse – Town of Dennis, Massachusetts | Volkszählungsergebnisse – Town of Dennis, Massachusetts | Volkszählungsergebnisse – Town of Dennis, Massachusetts | Volkszählungsergebnisse – Town of Dennis, Massachusetts | Volkszählungsergebnisse – Town of Dennis, Massachusetts | Volkszählungsergebnisse – Town of Dennis, Massachusetts | Volkszählungsergebnisse – Town of Dennis, Massachusetts |
| Jahr                                                    | 1800                                                    | 1810                                                    | 1820                                                    | 1830                                                    | 1840                                                    | 1850                                                    | 1860                                                    | 1870                                                    | 1880                                                    | 1890                                                    |
| ------------------------------------------------------- | ------------------------------------------------------- | ------------------------------------------------------- | ------------------------------------------------------- | ------------------------------------------------------- | ------------------------------------------------------- | ------------------------------------------------------- | ------------------------------------------------------- | ------------------------------------------------------- | ------------------------------------------------------- | ------------------------------------------------------- |
| Einwohner                                               |                                                         |                                                         |                                                         |                                                         |                                                         | 3.257                                                   | 3.662                                                   | 3.269                                                   | 3.288                                                   | 2.899                                                   |
| Jahr                                                    | 1900                                                    | 1910                                                    | 1920                                                    | 1930                                                    | 1940                                                    | 1950                                                    | 1960                                                    | 1970                                                    | 1980                                                    | 1990                                                    |
| Einwohner                                               | 2.333                                                   | 1.919                                                   | 1.536                                                   | 1.829                                                   | 2.015                                                   | 2.499                                                   | 3.727                                                   | 6.454                                                   | 12.360                                                  | 13.864                                                  |
| Jahr                                                    | 2000                                                    | 2010                                                    | 2020                                                    | 2030                                                    | 2040                                                    | 2050                                                    | 2060                                                    | 2070                                                    | 2080                                                    | 2090                                                    |
| Einwohner                                               | 15.973                                                  | 14.207                                                  | 14.674                                                  |                                                         |                                                         |                                                         |                                                         |                                                         |                                                         |                                                         |

## Verwaltung
Dennis wird im Repräsentantenhaus von Massachusetts als Teil des First Barnstable Districts repräsentiert. Die Town ist im Senat von Massachusetts als Teil des Cape und Islands Districts, dass alles am Cape Cod, Martha’s Vineyard und Nantucket außer die Orte Bourne, Falmouth, Sandwich und ein Teil von Barnstable umfasst, repräsentiert. Dennis wird von den Second (Yarmouth) Barracks des Troops D der Massachusetts State Police kontrolliert. Auf nationaler Ebene ist Dennis Teil des 10. Kongressdistrikt von Massachusetts und wird im Moment von Bill Delahunt repräsentiert. Senior (Class I)-Mitglied des Senats der Vereinigten Staaten des Bundesstaates ist, wiedergewählt 2006, Ted Kennedy. Der Junior (Class II)-Senator ist, wiedergewählt 2008, John Kerry. Die Town benutzt die Volksversammlungsform für die Verwaltung und wird von einem Generalsekretär und einem Board of selectmen geleitet. Dennis hat ein eigenes Polizeipräsidium und eine Feuerwehr. Es gibt Postfilialen in jedem der fünf Villages.

## Kultur und Sehenswürdigkeiten

### Theater
Es gibt in Dennis mehrere Theater.
Das The Cape Playhouse ist ein Sommer Theater, zählt zu einem der 50 besten kleinen Bühnentheater in Amerika. Es wurde von der New York Times als „Ort, an dem der Broadway zum Sommer fährt“ bezeichnet. Gegründet wurde es im Jahr 1927. Zu den bekannten Schauspielern, die hier auftraten gehörten: Julie Andrews, Bernadette Peters, Olympia Dukakis, Bette Davis, Henry Fonda, Betty White, Gertrude Lawrence und Ginger Rogers.
Die Eventide Theatre Companysponsert seit der Gründung der Gruppe durch den ehemaligen Musikdirektor der Dennis Union Church, Noel Tipton, im Jahr 1998 themenorientierte kulturelle Veranstaltungen und Darbietungen lokaler Künstler auf der Gertrude-Lawrence-Bühne, in der Dennis Union Church Fellowship Hall.

### Museen
Die geschichtlichen Museen in Dennis werden durch die Historical Society betrieben:
- Jericho Historical Center and the 1801 Captain Baker House & Barn
- Josiah Dennis Manse Museum
- West Dennis Graded School & DHS Maritime
- Dennis Historical Society Library

Zudem befindet sich in Dennis das 1981 gegründete Cape Cod Museum of Art.

### Bauwerke

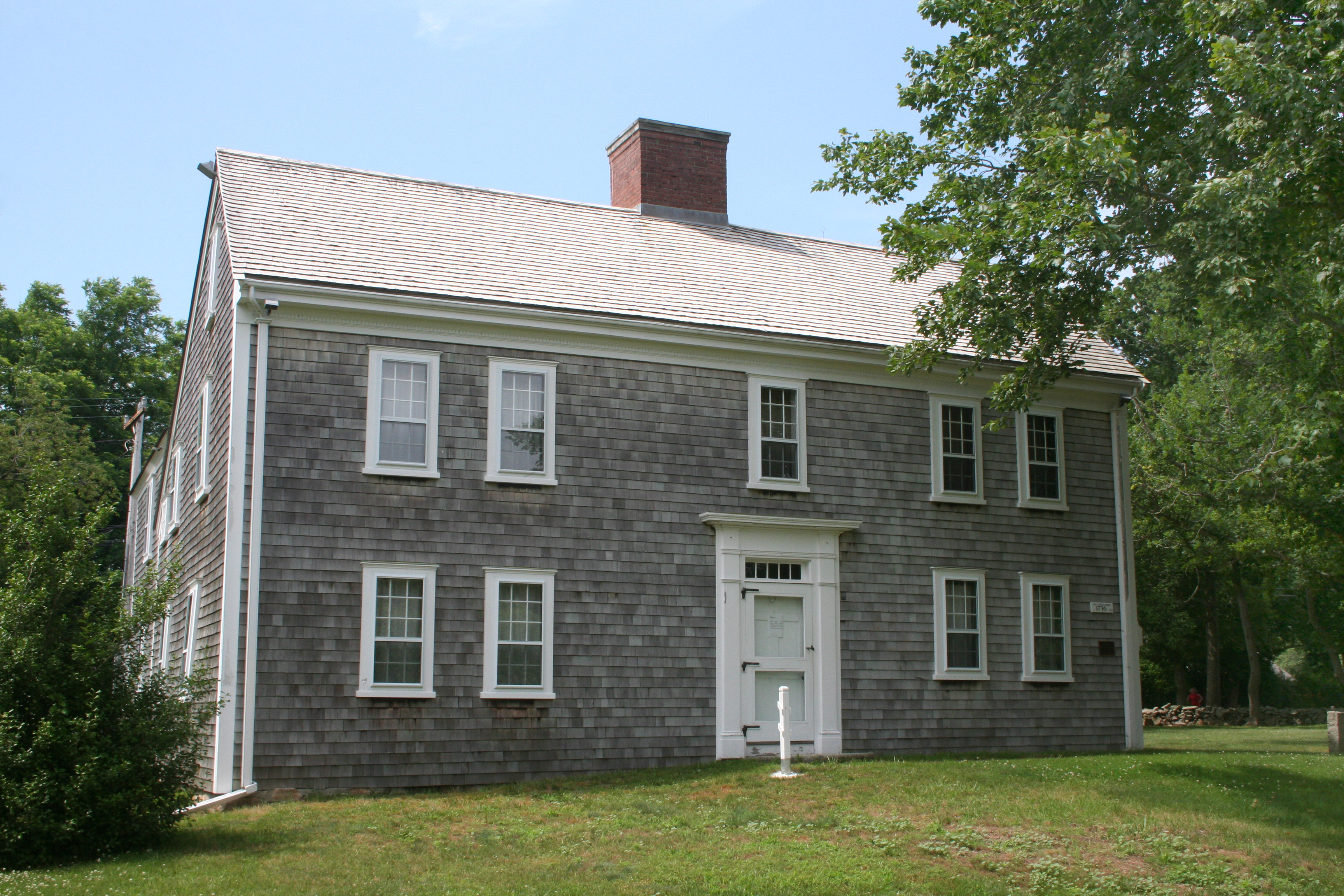
Josiah Dennis Hous

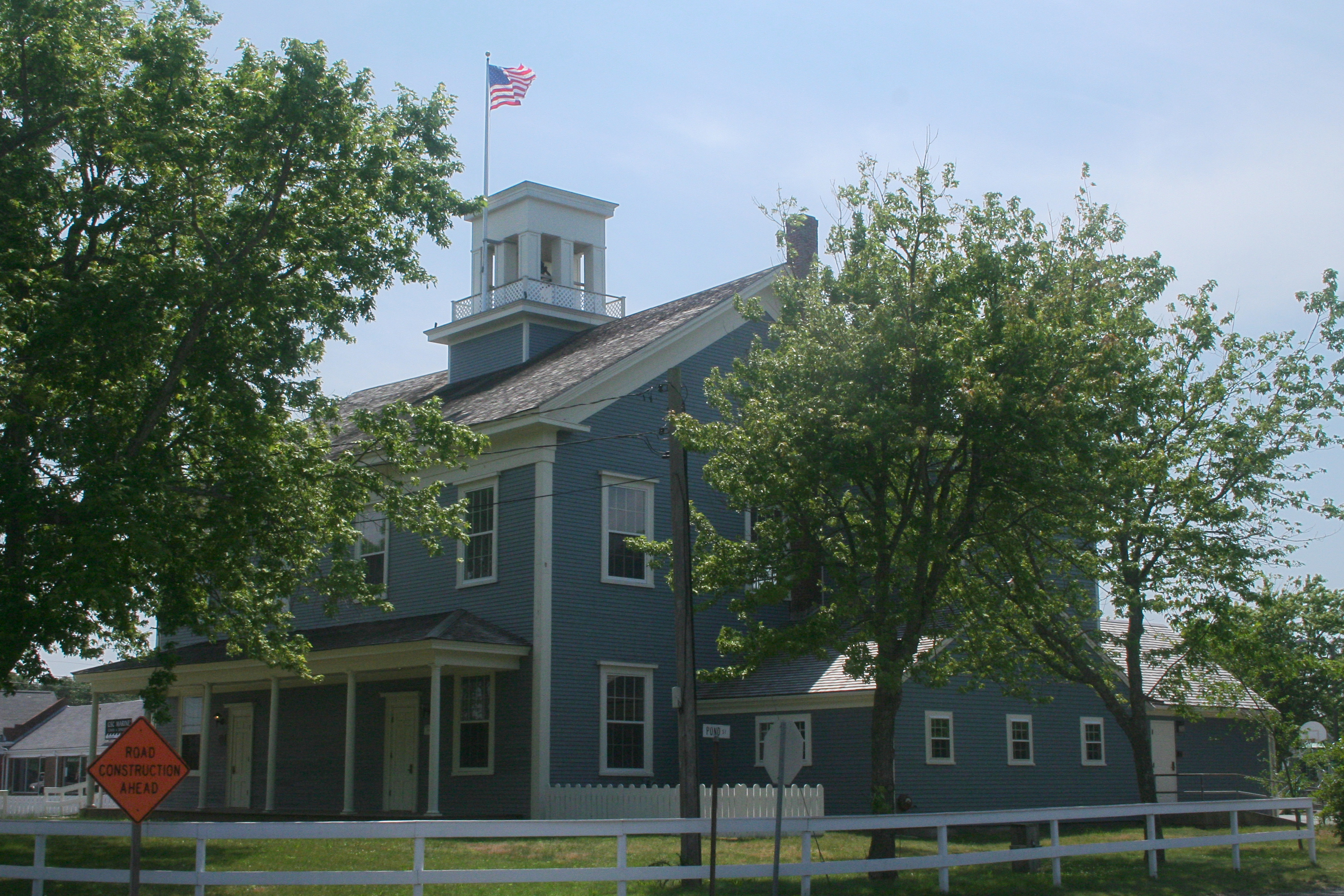
West Dennis Graded School

In Dennis wurde ein Friedhof und mehrere Bauwerke in die Liste der Einträge im National Register of Historic Places im Barnstable County eingetragen.
- Dennis Village Cemetery, 2005 unter der Register-Nr. 05000558.[10]

- Josiah Dennis House, 1974 unter der Register-Nr. 74000360.[11]
- Jacob Sears Memorial Librarye, 2009 unter der Register-Nr. 09000934.[12]
- West Dennis Graded School, 2000 unter der Register-Nr. 00000957.[13]
- West Schoolhouse, 1975 unter der Register-Nr. 75000262.[14]

## Wirtschaft und Infrastruktur

### Verkehr
Dennis wird von Ost nach West von den drei Hauptstraßen Cape Cods, dem U.S. Highway 6, der Massachusetts Route 6A und der Massachusetts Route 28, durchquert. Ebenso führt die Massachusetts Route 134 von der Massachusetts Route 28 zur Massachusetts Route 6A durch den Ort.
Die Bahnstrecke Yarmouth–Provincetown über Dennis wurde in den 1960er-Jahren mit Ausnahme eines kurzen, weiterhin im Güterverkehr genutzten Stücks bei Yarmouth stillgelegt und abgebaut. Auf dem Abschnitt von Dennis bis Wellfleet dieser Bahntrasse führt seit den 1970er-Jahren der Fahrradweg Cape Cod Rail Trail entlang des Capes.
Der nächstgelegene Flugplatz Chatham Municipal Airport in Chatham wurde 1930 gebaut.

### Öffentliche Einrichtungen
In Dennis befindet sich eine medizinische Einrichtung. Weitere stehen in Yarmouth und Haynnis zur Verfügung.
Es gibt fünf Büchereien in Dennis, sie verteilen sich auf die Villages. Die zentrale Bücherei, die Dennis Public Library liegt in Dennis Port, in East Dennis befindet sich die Jacob Sears Library, in Dennis die Dennis Memorial Library, in West Dennis die West Dennis Library, in South Dennis die South Dennis Free Library  und alle sind Teil des Cape Librairies Automated Material Sharing (CLAMS)-Netzwerks.

### Bildung
Dennis gehört mit Yarmouth zum Dennis-Yarmouth Regional School District.
Es werden folgende Schulen angeboten:
- Ezra H. Baker School in Dennis, Pre-Kindergarten bis zur dritten Klasse
- Marguerite E. Small Elementary School in Yarmouth, Pre-Kindergarten bis zur dritten Klasse
- Station Avenue Elementary School in Yarmouth, Kindergarten bis zur dritten Klasse
- Nathaniel H. Wixon Middle School in Dennis, mit den Klassen 4 bis 5
- Mattacheese Middle School in Yarmouth, mit den Klassen 6 bis 7
- Dennis-Yarmouth Regional High School in Yarmouth, mit den Klassen 8 bis 12

## Persönlichkeiten

### Söhne und Töchter der Stadt
- Amy Jo Johnson, Schauspielerin
- Gertrude Lawrence, Schauspielerin

### Persönlichkeiten, die vor Ort gewirkt haben
- George Jacob Abbott (1892–1961), Musikpädagoge, Kapellmeister und Komponist
- Arnold Geissbühler (1897–1993), Bildhauer und Kunstlehrer
- Emil Kornsand (1894–1973), Violinist, Bratschist und Komponist
- Harry Stockman (1905–1991), Radioingenieur und Erfinder
- Francis Xavier Irwin (1934–2019), römisch-katholischer Weihbischof